# 可可·范德韋
可可·范德韋（英語：Coco Vandeweghe，1991年12月6日—）是美國前职业网球女运动员，2008年轉職業。她的WTA生涯最高單打排名為第9（2018年1月25日）。

## 外部連結
- 可可·范德韋的国际女子网球协会官方資料（英文）
- 可可·范德韋的國際網球總會 職業／青少年 官方資料（英文）
- Fed Cup - Player profile - Coco VANDEWEGHE (USA) （页面存档备份，存于）